# Nadine Cosentino
Nadine Cosentino (Banyuls de la Marenda, Rosselló, 1 de novembre de 1947 - Draveil, 13 de juliol de 2020) fou una pintora i dissenyadora nord-catalana.

## Biografia
Nadine Cosentino va passar la seva joventut al Rosselló, després es va establir a Nantes, a Agen, i des de 1976 a la regió parisenca, on es va casar amb el també pintor Jean-Marc Ehanno. Bibliotecària de formació, va reprendre els seus estudis en arts plàstiques i després es va dedicar a la pintura. Va presentar la seva primera exposició personal el 1986 a «La Galerie» i des de 1987 va participar en nombroses exposicions col·lectives, al Salon des Réalités Nouvelles i a la Biennal de les Dones. El 1992 fou convidada per À voix basse, organitzada per Geneviève Thèvenot (Le Temps de Voir), el 1996 participà en l'homenatge que se li va rendir al Museu d'art modern de Troyes i en 2005 a «The Body», a Londres.
D'ella va escriure Jacques Busse «Els seus primers dissenys amb llapis de colors, figuratius, precisos, mostren, en un paisatge surrealista, dibuixos suculents. Llavors la decoració es va esvaint, el material de la tela es purifica a una abstracció poètica, paisatge de l'íntim».

## Exposicions personals
- 1986: La Galerie, Paris
- 1989: Galerie Muscade, Paris
- 1990: Espace Saint-Jean, Melun
- 1991: Galerie Checura-Forestier, Paris
- 1991: Galerie J., Strasbourg
- 1994: Musée Chapu, Le Mée-sur-Seine
- 1995: Espace Prévert, Savigny-le-Temple
- 2003: Galerie Mireille Batut d'Haussy (amb Irène Zack, escultor), Paris
- 2006: Centre d'Études Catalanes, Université de Paris IV Sorbonne, Paris
- 2008: Espace Saint-Jean, Melun
- 2008: Sentinelles des sables , Éditions Laurence Mauguin, Paris
- 2009: Librairie Ombres Blanches, Toulouse
- 2011: Galerie Le Sphinx, Montauban
- 2011: L'entre-temps, Éditions Laurence Mauguin, Paris
- 2012: Ville de Collioure
- 2014: Galerie Jonas, Cortaillod-Neuchâtel (Suisse)
- 2015: De terres et de mers, Éditions Laurence Mauguin, Paris
- 2017: Galerie Le Sphinx, Montalban.[5]
- 2018: Galerie 21, Tolosa de Llenguadoc

## Exposicions col·lectives
- 1987: Le Portail à roulettes, Salses
- 1988: Biennale des Femmes, Grand Palais, Paris
- 1989: Exposition internationale de Siegburg (RFA)
- 1990: Galerie Checura-Forestier, Paris
- 1990-2002: Salon d'Art Contemporain de Dammarie-les-Lys
- 1992: Chemin d'un éditeur, Espace Saint-Jean, Melun
- 1992: À voix basse, le Temps de voir (Geneviève Thèvenot), Maillot-prés-Sens
- 1992-1995: Salon de la Sape, Musée de Montgeron
- 1993: L'Art à l'école, Ministère de la jeunesse et des sports, Paris
- 1993: Galerie Sculptures, Paris
- 1994: Peintres de la Galerie J à la Tour de la Liberté, Saint-Dié
- 1996: Galerie Vignon, Tours
- 1996: Un espace, trois regards - Cosentino, Ehanno, Lemaigre-Voreaux, Atelier Elisabeth Lemaigre-Voreaux, Barbizon
- 1996: Galerie Sculptures, Paris
- 1996: Hommage à Geneviève Thèvenot, Musée d'Art Moderne, Troyes
- 1997: Les liens du temps d'André Duprat, Espace Saint-Jean, Melun
- 2000-2001: Galerie l'Entrée des artistes, Barbizon
- 2001: La sève versée, Espace culturel municipal, Nemours
- 2002: Triptyque, Salon d'Angers
- 2004: Invitée d'honneur au Salon d'Art Contemporain de Dammarie-les-Lys
- 2005: The Body, Collyer-Bristow Gallery, Londres
- 2012: Pastel(s), Galerie Saint-Jacques, Saint-Quentin
- 2014: Le dessin ou La probité de l'art, Galerie art aujourd'hui, Paris
- 2015: Temps calme, beau fixe…, Galerie art aujourd'hui, Paris
- 2016: "Pastels incontemporels" Maison des Arts, Châtillon

### Monografies
- Virgilio De Lemos, Nadine Cosentino, collection Dossiers d'art contemporain, éditions Porte du Sud, 1991 ISBN 978-2-86937-035-7
- Pantalaskas; «Nadine Cosentino» sur l'encyclopédie audiovisuelle de l'art contemporain

### Catàlegs
- Nadine Cosentino, préface de Guy Lanoë, Musée Chapu, Le Mée-sur-Seine, 1994
- Nadine Cosentino, textes de Anna Zabawsky et Henri Raynal, Espace Saint-Jean, Melun, 2008
- Nadine Cosentino, préface de Lydia Harambourg, Les jeux de la lumière chez Nadine Cosentino, Galerie Mireille Batut D'Haussy, Paris, 2003
- Eliseo Trenc, Nadine Cosentino. En deçà de la peau, l'essence : l'art comme un dévoilement (texte bilingue français-catalan), Centre d'Études Catalanes, Université de Paris IV Sorbonne, mars 2006
- Nadine Cosentino, préface de Lydia Harambourg (invitation), La Galerie le Sphinx, Montauban, 2011

### Articles
- Henri Raynal, Nadine Cosentino: corps énigmatiques, dans Artension, mars 1991
- Lydia Harambourg, Les jeux de la lumière chez Nadine Cosentino, a La Gazette de l'Hôtel Drouot, n° 19, 16 mai 2003, p. 196
- Nadine Cosentino, Fragments, dans Artistes Magazine, n° 117, septembre-octobre 2005
- Lydia Harambourg, Nadine Cosentino, La peau du réel, dans La Gazette de l'Hôtel Drouot, n° 11, 17 mars 2006, p. 284-285
- Lydia Harambourg, Nadine Cosentno, Sentinelles des sables, dans La Gazette de l'Hôtel Drouot, n° 40, 21 novembre 2008, p. 339-340
- Lydia Harambourg, Nadine Cosentino, De terres et de mers, dans La Gazette de l'Hôtel Drouot, n° 11, 20 mars 2015, p. 246
- Lydia Harambourg, Nadine Cosentino - Jean Marc Ehanno, Temps calme, beau fixe..., dans La Gazette de l'Hôtel Drouot, n° 41, 27 novembre 2015, p. 379

### Obres generals
- Henri Raynal, La double origine, éditions Galerie Michèle Heyraud, 1996
- Jacques Busse, Nadine Cosentino dans Bénézit, dictionnaire des peintres, sculpteurs, dessinateurs, graveurs, tome 3, éditions Grund, 1999, p. 927